# Angry Birds (игра)
Angry Birds (с англ. — «Злые птицы», «Рассерженные птицы») — компьютерная игра, разработанная финской компанией Rovio Entertainment, первая игра одноимённой серии. Изначально была выпущена для устройств на iOS и Maemo 11 декабря 2009 года. После успеха игры в App Store были выпущены версии для Android, Symbian, Windows Phone и BlackBerry 10. Впоследствии появились версии игры для других платформ, а в 2022 вышел ремейк Rovio Classics: Angry Birds.
Геймплей игры таков: игрок должен запускать птиц в свиней при помощи рогатки. Уровень будет пройден, если игрок уничтожит всех свиней, в противном случае его придётся проходить заново. Чаще всего свиньи используют строения из блоков в качестве укрытия.

## Описание
В игру вошли эпизоды: «Варёные яйца» (англ. Poached Eggs), «Величайший обман» (англ. Mighty Hoax), «Опасность сверху» (англ. Danger Above), «Большая перестройка» (англ. The Big Setup), «Ветчина выше них» (англ. Ham 'Em High), «Шахта и ужин» (англ. Mine and Dine), «Вечеринка в честь дня птиц» (англ. Birdday Party), «Прибой и берег» (англ. Surf and Turf; ранее представлена в версии игры на Facebook), «Плохие свиньи» (англ. Bad Piggies), «Могучие перья Рэда» (англ. Red's Mighty Feathers; есть уровни с отличным от других геймплеем), «Короткое замыкание» (англ. Short Fuse), «Любимцы стаи» (англ. Flock Favorites), «Пятый день рождения в честь птиц» (англ. Birdday 5) и бонусный эпизод «Ред спасает жизни» (англ. Red Saves Lives; был доступен 2 недели после его выпуска). В дополнение к уровням Surf & Turf появились бонусные активаторы. Также появились дополнительные уровни-новые режимы игры Angry Birds. Золотое яйцо «Король свиней» (англ. King Pig), которое дается за прохождение всех золотых яиц, включает несколько таких режимов: «Король свиней» (англ. King Pig), «Замена материала» (англ. Material Mix Up), «Птичье бешенство» (англ. Bird Frenzy), «Полное уничтожение» (англ. Total Destruction).
 Доступные обновления на разных платформах: 
| ОС                      | Версия  | Poached Eggs | Mighty Hoax | Danger Above | The Big Setup | Ham 'Em High | Mine and Dine | Birdday Party | Surf and Turf | Bad Piggies | Red’s Mighty Feathers | Short Fuse | Flock Favorites | Red Saves Lives (удалён) | Birdday 5 | Chrome Dimension (удалён) |
| ----------------------- | ------- | ------------ | ----------- | ------------ | ------------- | ------------ | ------------- | ------------- | ------------- | ----------- | --------------------- | ---------- | --------------- | ------------------------ | --------- | ------------------------- |
| iOS                     | 6.1.0   | Да           | Да          | Да           | Да            | Да           | Да            | Да            | Да            | Да          | Да                    | Да         | Да              | Да                       | Да        | Нет                       |
| Android                 | 6.1.0   | Да           | Да          | Да           | Да            | Да           | Да            | Да            | Да            | Да          | Да                    | Да         | Да              | Нет                      | Да        | Нет                       |
| Windows Phone           | 5.0.0   | Да           | Да          | Да           | Да            | Да           | Да            | Да            | Да            | Да          | Да                    | Да         | Да              | Нет                      | Да        | Нет                       |
| Windows (удалена)       | 4.0.0   | Да           | Да          | Да           | Да            | Да           | Да            | Да            | Да            | Да          | Да                    | Да         | Нет             | Нет                      | Нет       | Нет                       |
| OS X                    | 4.0.0   | Да           | Да          | Да           | Да            | Да           | Да            | Да            | Да            | Да          | Да                    | Да         | Нет             | Нет                      | Нет       | Нет                       |
| Symbian³                | 2.0.2   | Да           | Да          | Да           | Да            | Да           | Да            | Да            | Нет           | Нет         | Нет                   | Нет        | Нет             | Нет                      | Нет       | Нет                       |
| Maemo 5                 | 1.4.2   | Да           | Да          | Да           | Да            | Нет          | Нет           | Нет           | Нет           | Нет         | Нет                   | Нет        | Нет             | Нет                      | Нет       | Нет                       |
| MeeGo 1.2 Harmattan     | 1.6.4   | Да           | Да          | Да           | Да            | Да           | Да            | Нет           | Нет           | Нет         | Нет                   | Нет        | Нет             | Нет                      | Нет       | Нет                       |
| WebOS                   | 1.5.3   | Да           | Да          | Да           | Да            | Да           | Нет           | Нет           | Нет           | Нет         | Нет                   | Нет        | Нет             | Нет                      | Нет       | Нет                       |
| Sony PS3/PSP            | 1.5.0   | Да           | Да          | Да           | Да            | Нет          | Нет           | Нет           | Нет           | Нет         | Нет                   | Нет        | Нет             | Нет                      | Нет       | Нет                       |
| Google Chrome (удалена) | 2.3.3.2 | Да           | Да          | Да           | Да            | Да           | Нет           | Нет           | Нет           | Нет         | Нет                   | Нет        | Нет             | Нет                      | Нет       | Да                        |
| Fuji TV                 | 1.0.2   | Да           | Нет         | Нет          | Нет           | Нет          | Нет           | Нет           | Нет           | Нет         | Нет                   | Нет        | Нет             | Нет                      | Нет       | Нет                       |
| Blackberry Playbook     | 2.3.0   | Да           | Да          | Да           | Да            | Да           | Да            | Да            | Да            | Да          | Нет                   | Нет        | Нет             | Нет                      | Нет       | Нет                       |

 Уровни: 
| Номер обновления | Версия | Poached Eggs | Mighty Hoax | Danger Above | The Big Setup | Ham’em High | Mine and Dine | Birdday Party | Surf and Turf | Bad Piggies | Red’s Mighty Feathers | Short Fuse | Flock Favorites | Birdday 5 | Golden Eggs | Saves Lives (только на iOS) | Power-Up University | Try for Free | Всего |
| ---------------- | ------ | ------------ | ----------- | ------------ | ------------- | ----------- | ------------- | ------------- | ------------- | ----------- | --------------------- | ---------- | --------------- | --------- | ----------- | --------------------------- | ------------------- | ------------ | ----- |
| 1)               | 1.0.0  | 63           | Нет         | Нет          | Нет           | Нет         | Нет           | Нет           | Нет           | Нет         | Нет                   | Нет        | Нет             | Нет       | Нет         | Нет                         | Нет                 | Нет          | 63    |
| 2)               | 1.1.0  | 63           | 42          | Нет          | Нет           | Нет         | Нет           | Нет           | Нет           | Нет         | Нет                   | Нет        | Нет             | Нет       | Нет         | Нет                         | Нет                 | Нет          | 105   |
| 3)               | 1.2.0  | 63           | 42          | 15           | Нет           | Нет         | Нет           | Нет           | Нет           | Нет         | Нет                   | Нет        | Нет             | Нет       | Нет         | Нет                         | Нет                 | Нет          | 120   |
| 4)               | 1.3.0  | 63           | 42          | 15           | Нет           | Нет         | Нет           | Нет           | Нет           | Нет         | Нет                   | Нет        | Нет             | Нет       | 9           | Нет                         | Нет                 | Нет          | 129   |
| 5)               | 1.3.1  | 63           | 42          | 30           | Нет           | Нет         | Нет           | Нет           | Нет           | Нет         | Нет                   | Нет        | Нет             | Нет       | 10          | Нет                         | Нет                 | Нет          | 145   |
| 6)               | 1.3.2  | 63           | 42          | 45           | Нет           | Нет         | Нет           | Нет           | Нет           | Нет         | Нет                   | Нет        | Нет             | Нет       | 12          | Нет                         | Нет                 | Нет          | 162   |
| 7)               | 1.4.0  | 63           | 42          | 45           | 15            | Нет         | Нет           | Нет           | Нет           | Нет         | Нет                   | Нет        | Нет             | Нет       | 13          | Нет                         | Нет                 | Нет          | 178   |
| 8)               | 1.4.2  | 63           | 42          | 45           | 30            | Нет         | Нет           | Нет           | Нет           | Нет         | Нет                   | Нет        | Нет             | Нет       | 14          | Нет                         | Нет                 | Нет          | 195   |
| 9)               | 1.4.3  | 63           | 42          | 45           | 45            | Нет         | Нет           | Нет           | Нет           | Нет         | Нет                   | Нет        | Нет             | Нет       | 16          | Нет                         | Нет                 | Нет          | 212   |
| 10)              | 1.5.0  | 63           | 42          | 45           | 45            | 15          | Нет           | Нет           | Нет           | Нет         | Нет                   | Нет        | Нет             | Нет       | 18          | Нет                         | Нет                 | Нет          | 229   |
| 11)              | 1.5.1  | 63           | 42          | 45           | 45            | 30          | Нет           | Нет           | Нет           | Нет         | Нет                   | Нет        | Нет             | Нет       | 20          | Нет                         | Нет                 | Нет          | 246   |
| 12)              | 1.5.3  | 63           | 42          | 45           | 45            | 48          | Нет           | Нет           | Нет           | Нет         | Нет                   | Нет        | Нет             | Нет       | 22          | Нет                         | Нет                 | Нет          | 266   |
| 13)              | 1.6.0  | 63           | 42          | 45           | 45            | 48          | 15            | Нет           | Нет           | Нет         | Нет                   | Нет        | Нет             | Нет       | 23          | Нет                         | Нет                 | Нет          | 282   |
| 14)              | 1.6.2  | 63           | 42          | 45           | 45            | 48          | 30            | Нет           | Нет           | Нет         | Нет                   | Нет        | Нет             | Нет       | 24          | Нет                         | Нет                 | Нет          | 298   |
| 15)              | 1.6.3  | 63           | 42          | 45           | 45            | 48          | 45            | Нет           | Нет           | Нет         | Нет                   | Нет        | Нет             | Нет       | 26          | Нет                         | Нет                 | Нет          | 315   |
| 16)              | 2.0.0  | 63           | 42          | 45           | 45            | 48          | 45            | 15            | Нет           | Нет         | Нет                   | Нет        | Нет             | Нет       | 27          | Нет                         | Нет                 | Нет          | 331   |
| 17)              | 2.1.0  | 63           | 42          | 45           | 45            | 48          | 45            | 15            | 15            | Нет         | Нет                   | Нет        | Нет             | Нет       | 27          | Нет                         | Нет                 | Нет          | 346   |
| 18)              | 2.2.0  | 63           | 42          | 45           | 45            | 48          | 45            | 15            | 30            | Нет         | Нет                   | Нет        | Нет             | Нет       | 27          | Нет                         | Нет                 | Нет          | 361   |
| 19)              | 2.3.0  | 63           | 42          | 45           | 45            | 48          | 45            | 15            | 45            | 15          | Нет                   | Нет        | Нет             | Нет       | 27          | Нет                         | Нет                 | Нет          | 391   |
| 20)              | 3.0.0  | 63           | 42          | 45           | 45            | 48          | 45            | 30            | 45            | 30          | Нет                   | Нет        | Нет             | Нет       | 28          | Нет                         | Нет                 | Нет          | 422   |
| 21)              | 3.1.0  | 63           | 42          | 45           | 45            | 48          | 45            | 30            | 45            | 45          | Нет                   | Нет        | Нет             | Нет       | 28          | Нет                         | Нет                 | Нет          | 437   |
| 22)              | 3.2.0  | 63           | 42          | 45           | 45            | 48          | 45            | 30            | 45            | 45          | 15                    | Нет        | Нет             | Нет       | 28          | Нет                         | Нет                 | Нет          | 452   |
| 23)              | 3.3.0  | 63           | 42          | 45           | 45            | 48          | 45            | 30            | 45            | 45          | 30                    | Нет        | Нет             | Нет       | 30          | Нет                         | Нет                 | Нет          | 469   |
| 24)              | 3.4.0  | 63           | 42          | 45           | 45            | 48          | 45            | 30            | 45            | 45          | 30                    | 30         | Нет             | Нет       | 31          | Нет                         | 4                   | 3            | 507   |
| 25)              | 4.0.0  | 63           | 42          | 45           | 45            | 48          | 45            | 45            | 45            | 45          | 30                    | 30         | Нет             | Нет       | 31          | Нет                         | 4                   | 3            | 522   |
| 26)              | 4.1.0  | 63           | 42          | 45           | 45            | 48          | 45            | 45            | 45            | 45          | 30                    | 45         | Нет             | Нет       | 31          | Нет                         | 4                   | 3            | 537   |
| 27)              | 4.2.0  | 63           | 42          | 45           | 45            | 48          | 45            | 45            | 45            | 45          | 30                    | 45         | 15              | Нет       | 31          | Нет                         | 4                   | 3            | 552   |
| 28) (на iOS)     | 4.3.0  | 63           | 42          | 45           | 45            | 48          | 45            | 45            | 45            | 45          | 30                    | 45         | 15              | Нет       | 32          | 3                           | 4                   | 3            | 556   |
| 29)              | 5.0.0  | 63           | 42          | 45           | 45            | 48          | 45            | 45            | 45            | 45          | 30                    | 45         | 15              | 30        | 33          | 3                           | 4                   | 3            | 587   |
| 30)              | 5.1.0  | 63           | 42          | 45           | 45            | 48          | 45            | 45            | 45            | 45          | 30                    | 45         | 30              | 30        | 33          | 3                           | 4                   | 3            | 602   |
| 31)              | 6.0.1  | 63           | 42          | 45           | 45            | 48          | 45            | 60            | 45            | 45          | 30                    | 45         | 30              | 30        | 33          | 3                           | 4                   | 3            | 617   |
| 32)              | 6.1.0  | 63           | 42          | 45           | 45            | 48          | 45            | 60            | 45            | 45          | 30                    | 45         | 30              | 30        | 33          | 3                           | 4                   | 3            | 617   |

Особенности обновлений:
| Номер обновления | Версия | Особенности обновлений |
| ---------------- | ------ | --- |
| 1)               | 1.0.0  | Добавлены 5 птиц: Ред, Синие, Чак, Бомб и Матильда |
| 2)               | 1.1.0  | Нет |
| 3)               | 1.2.0  | Добавлена новая птица: Хэл |
| 4)               | 1.3.0  | Добавлены золотые яйца |
| 5)               | 1.3.1  | Нет |
| 6)               | 1.3.2  | Нет |
| 7)               | 1.4.0  | Добавлена новая птица: Теренс |
| 8)               | 1.4.2  | Нет |
| 9)               | 1.4.3  | Нет |
| 10)              | 1.5.0  | Добавлен Могучий Орёл |
| 11)              | 1.5.1  | Нет |
| 12)              | 1.5.3  | Нет |
| 13)              | 1.6.0  | Нет |
| 14)              | 1.6.2  | Нет |
| 15)              | 1.6.3  | Нет |
| 16)              | 2.0.0  | Добавлена новая птица: Бабблз |
| 17)              | 2.1.0  | Нет |
| 18)              | 2.2.0  | Добавлены Power-Ups’ы: Super Seeds, King Sling, Sling Scope и Birdquake |
| 19)              | 2.3.0  | Нет |
| 20)              | 3.0.0  | Добавлена новая птица: Стелла |
| 21)              | 3.1.0  | Нет |
| 22)              | 3.2.0  | Улучшена способность Реда в этом эпизоде: нацелившийсь на нужный объект, Ред летит в указанную точку, добавлен новый геймплей: Реду надо спасать яйцо от рук свиней, которые едят или летают на транспортных средствах, похожими на машины из Bad Piggies                                   |
| 23)              | 3.3.0  | Нет |
| 24)              | 3.4.0  | Улучшена способность Бомба в этом эпизоде: обычный взрыв заменён на более сильный электровзрыв, если свинья окажется в радиусе взрыва, то она бьётся током 1-2 секунды, после чего умирает, также добавлен новый Power-Up, чтобы можно было играть электроБомбом когда захочешь — Shockwave |
| 25)              | 4.0.0  | Нет |
| 26)              | 4.1.0  | Нет |
| 27)              | 4.2.0  | Power-Up Super Seeds был заменён на новый Power-Up: Power Potion |
| 28) (на iOS)     | 4.3.0  | Временные уровни Saves Lives добавлены, дабы заработать деньги на благотворительную акцию на борьбу против СПИДа с помощью эксклюзивного временного Power-Up’а — Red’s Mighty Feathers, добавляющего в игру Реда из эпизода Red’s Mighty Feathers, добавлено эксклюзивное временное яйцо.   |
| 29)              | 5.0.0  | Язык игры изменён на русский, уровни эпизода Birdday 5 созданы с помощью рисунков от поклонников Angry Birds, использовавшиеся от акции к юбилею серии игр Angry Birds |
| 30)              | 5.1.0  | Нет |
| 31)              | 6.0.1  | Нет |
| 32)              | 6.1.0  | Добавлена Могучая Лига, с помощью которой, покоряя её этапы, можно вырваться в топ и добавлен новый саундтрек, который воспроизводится при заходе в меню этой Лиги |

## Разработка
В начале 2009 года сотрудники Rovio начали рассматривать идеи о новых играх. Одно из таких предложений поступило от старшего игрового дизайнера Якко Исилало в виде картинки с изображением нескольких сердитых птиц без видимых ног или крыльев. Персонажи понравились разработчикам, и было решено начать их эксплуатацию. В начале 2009 года флеш-игры с разрушением, такие как Crush the Castle, были популярны, поэтому команда Rovio была вдохновлена ими. Во время развития Angry Birds персонал компании понял, что птицам нужен враг. В то время в интернете и средствах массовой информации бушевала эпидемия свиного гриппа, который сравнивался с птичьим гриппом, поэтому было решено сделать врагами свиней.
Angry Birds была 52-й игрой, производимой студией. После того, как Angry Birds стала популярной игрой в App Store Великобритании в феврале 2010 года и быстро достигла № 1, она достигла и первого места App Store США в середине 2010 года, а затем осталась там на 275 дней. Первоначальная стоимость разработки Angry Birds, по оценкам, превысила 100 000 евро, не включая расходы на последующие обновления. Для версии iOS Rovio в партнёрстве с дистрибьютором Chillingo опубликовал игру в App Store. Дистрибьютор утверждал, что участвовал в разработке, например, добавляя видимые траектории, увеличивая масштаб, эмоции свиней, кувырки птиц при посадке. С тех пор Rovio самостоятельно издаёт почти все более поздние игры, за исключением версии для PSP, которая была выпущена по лицензии Abstraction Games.
Когда Rovio начали создавать версии игры для других устройств, появились новые проблемы. Когда команда начала работать над версией для систем Android, они наблюдали большое количество конфигураций типов устройств и версий программного обеспечения. Это создало определённые трудности, но разработчику всё оказалось нипочём, и игра таки вышла в тогдашний Android Market.

## Специальные версии
- Angry Birds Free — показательная и бесплатная версия игры Angry Birds. Каждый уровень заключён в темы — подобие эпизодов в полной версии. В каждой теме по 5 уровней, всего 12 тем.
- Angry Birds Lite — бесплатная и показательная демо-версия Angry Birds. Игра включает в себя 12 уровней из эпизода оргининальной игры Poached Eggs.
- Angry Birds Mult — бесплатная версия Angry Birds на Java (S40, S60, Bada). Сама игра очень похожа на оригинальную Angry Birds, но имеет несколько маленьких отличий в количестве эпизодов и фоне.
- Angry Birds HD — специальная часть серии игр Angry Birds. Доступна только на iOS, стоит дороже обычной версии. В целом, похожа на оригинальную, но имеет несколько незначительных отличий в графике и фоне игры.
- Angry Birds Free HD — HD-версия игры Angry Birds Free. Доступна только на iOS. Является высококачественной версией Angry Birds Free, геймплей никак не изменился, но некоторые уровни полностью изменены, и на них присутствуют другие птицы. Звук, фон и графика игры улучшены.

#### Angry Birds for Kakao
Angry Birds for Kakao — специальная версия игры, доступная только для пользователей бесплатного южнокорейского мессенджера «KakaoTalk». Вышла в 2015 году, практически полностью аналогична классической игре. Из отличий: «система жизней» (как в Angry Birds 2), ежедневные награды и возможность соревноваться с друзьями в прохождении уровней.

### Консольные версии
Angry Birds PSP — это специальная версия игры для игровой приставки PSP. Выпущена в 2010 году. Содержит первые 4 эпизода оригинальной игры и бонусный эпизод Golden Eggs. Кроме того, она содержит уникальные золотые яйца, которые были удалены из игры после некоторых обновлений. Меню у неё как в Angry Birds Lite. Изначально открыт только эпизод Poached Eggs.
В 2012 году Rovio заявили, что Angry Birds вместе с Angry Birds Rio и Angry Birds Seasons станет доступной для платформ PlayStation 3, Xbox 360 и Nintendo 3DS. В итоге было решено объединить все три игры в одну большую — Angry Birds Trilogy, которая стала доступна 28 сентября 2012 (в США 25 сентября 2012).

### Игры для VR шлема
Angry Birds VR — аркада из серии игр Angry Birds. Про неё мало что известно. Была анонсирована турниром Rock in Rio в Angry Birds Friends. Геймплей игры прост — управляя Редом, нужно добраться до финиша на конце уровня, при этом пролетая через фиолетовые круги. Игра имеет тот же графический движок, что и Angry Birds Go!.

## Ремейк
31 марта 2022 года Rovio представил переиздание оригинальной версии игры под названием Rovio Classics: Angry Birds. Позже было объявлено что игра будет удалена из Google Play 23 февраля 2023 года, в связи с тем, что она негативно влияет на популярность других игр серии.

## Отзывы
| Сводный рейтинг    | Сводный рейтинг                         |
| Агрегатор          | Оценка                                  |
| ------------------ | --------------------------------------- |
| GameRankings       | 76,33 %                                 |
| Metacritic         | iOS: 80/100 PSP: 77/100                 |
| Иноязычные издания |                                         |
| Издание            | Оценка                                  |
| AllGame            | [ 15 ]                                  |
| GameZone           | iOS: 8,0/10                             |
| IGN                | iOS: 8,0/10 PSP: 7,5/10 Android: 8,0/10 |
| OPMUK              | 90/100                                  |
| Macworld           | iOS:                                    |
| Pocket Gamer       | iOS: 8,0/10                             |

Игра была высоко оценена экспертами. Крис Хольт из Macworld сказал, что она «увлекательная, захватывающая, умная». Джонатан Лю из Wired News написал, что игровой процесс напоминает «попытки получить максимальное количество звёзд». Хвалебный комментарий отпустил и Кейт Эндрю из Pocket Gamer. Игра была неоднократно рассмотрена специализированными изданиями по всему миру, в том числе российскими.
Определённую дозу критики получили версии игры для несенсорных платформ (PSP, PS3, Win, Mac) — целиться из птицемётной рогатки с помощью джойстика или мышки оказалось неудобно, к тому же в версии для PSP плохо реализовано масштабирование, и в некоторых случаях вообще непонятно, куда целиться. По мнению экспертов, играть в Angry Birds без сенсорного экрана неудобно и вообще противно.